# Augustusplatz
Der Augustusplatz in Leipzig befindet sich am östlichen Innenstadtring und ist mit 40 000 m² einer der größten Stadtplätze in Deutschland. Er ist seit 1839 nach Friedrich August I. (1750–1827) benannt, dem ersten Herrscher des Königreichs Sachsen, und trug von 1945 bis zur deutschen Wiedervereinigung Anfang Oktober 1990 den Namen Karl-Marx-Platz. Während der Wendezeit 1989 war der Platz der zentrale Versammlungsort der Montagsdemonstrationen.

## Beschreibung
Rund um das weitläufige Areal finden sich Gebäude aus verschiedenen Epochen Leipziger Architektur. Die älteste Sehenswürdigkeit ist der 1886 eingeweihte Mendebrunnen vor dem Neuen Gewandhaus. Das markante City-Hochhaus von 1972 an der südwestlichen Ecke hinter dem 2001 gebauten MDR-Würfel ist das höchste Hochhaus Leipzigs. Daran anschließend finden sich an der Westseite zwei Gebäude der Universität, das Neue Augusteum und das Paulinum – Aula und Universitätskirche St. Pauli, die 2012 bzw. Ende 2017 fertiggestellt wurden. Jenseits der zum Markt führenden Grimmaischen Straße steht das erste Hochhaus der Stadt. Das aus der Zeit der Weimarer Republik stammende Krochhochhaus mit der Theaterpassage und dem Ägyptischen Museum der Universität ist 43,2 Meter hoch. Als Vorbild für das Glocken-Schlagwerk auf dem Dach mit den beiden 3,30 Meter großen Glockenmännern diente der Uhrturm von San Marco am Markusplatz von Venedig.
Die Nordseite dominiert das im neoklassizistischen Stil gehaltene Opernhaus, welches 1960 eingeweiht wurde. An der Ostseite stehen die ehemalige Hauptpost von 1964 sowie das Hotel Radisson Blu, dessen Bausubstanz ebenfalls aus den 1960er Jahren stammt. Das daran anschließende Europahaus (56 m hoch) wurde kurze Zeit nach dem Krochhochhaus als städtebauliches Gegengewicht Ende der 1920er Jahre auf der gegenüberliegenden Platzseite erbaut. Am südlichen Rand steht das 1981 eröffnete Neue Gewandhaus, die Heimstatt des Gewandhausorchesters.
Mit dem Neuen Postgebäude (1838), dem Museum der bildenden Künste („Bildermuseum“, 1858) sowie dem Neuen Theater (1868) standen bis zu ihrer Zerstörung durch die Luftangriffe auf Leipzig im Zweiten Weltkrieg am Augustusplatz repräsentative Bauten, die ihn zusammen mit dem im Krieg beschädigten Augusteum und der unbeschädigt gebliebenen Universitätskirche zu einem der schönsten deutschen Plätze machten. Die Reste dieses historischen Gebäudeensembles gingen während der DDR-Zeit endgültig verloren, als die Ruine des Bildermuseums 1962 sowie Augusteum und Universitätskirche auf Betreiben der Universität und nach Beschluss der SED-geführten Stadtverwaltung im Jahr 1968 gesprengt wurden.
| |
| 180°-Panorama der Südseite des Platzes                                                                         |
| |
| 180°-Panorama der Nordseite des Platzes                                                                        |
| Anklicken des Gebäudes führt zum zugehörigen Artikel. · Anklicken des führt zur Beschreibungsseite des Bildes. |

## Allgemeines
Der Augustusplatz ist, die parallel verlaufenden Fahrstreifen und Gehwege eingerechnet, ca. 185 Meter breit. Die Entfernung in Nord-Süd-Richtung (zwischen Opern- und Gewandhaus) beträgt ca. 215 Meter, was eine Fläche von knapp vier Hektar ergibt. Die Zählung der Hausnummern beginnt an der Ostseite mit der ehemaligen Hauptpost („Lebendiges Haus“, Augustusplatz 1–4) und geht in Hufeisennummerierung über das Radisson Blu Hotel (Nr. 5–6), das Europahaus (Nr. 7, Sitz der Stadtwerke Leipzig) sowie das Neue Gewandhaus (Nr. 8) bis zu den Gebäuden an der südwestlichen Platzecke. Die Hausnummern der westlichen Platzseite sind nördlich der Grimmaischen Straße der Goethestraße zugeordnet, die zum Hauptbahnhof führt. Im Nordosten beginnt in Höhe des Opernhauses (Augustusplatz Nr. 12) der Georgiring. Im Südosten befindet sich der Roßplatz mit seiner charakteristischen Ringbebauung.
Unter dem Augustusplatz befindet sich eine von Q-Park bewirtschaftete Tiefgarage (Augustusplatz Nr. 15).

## Geschichte

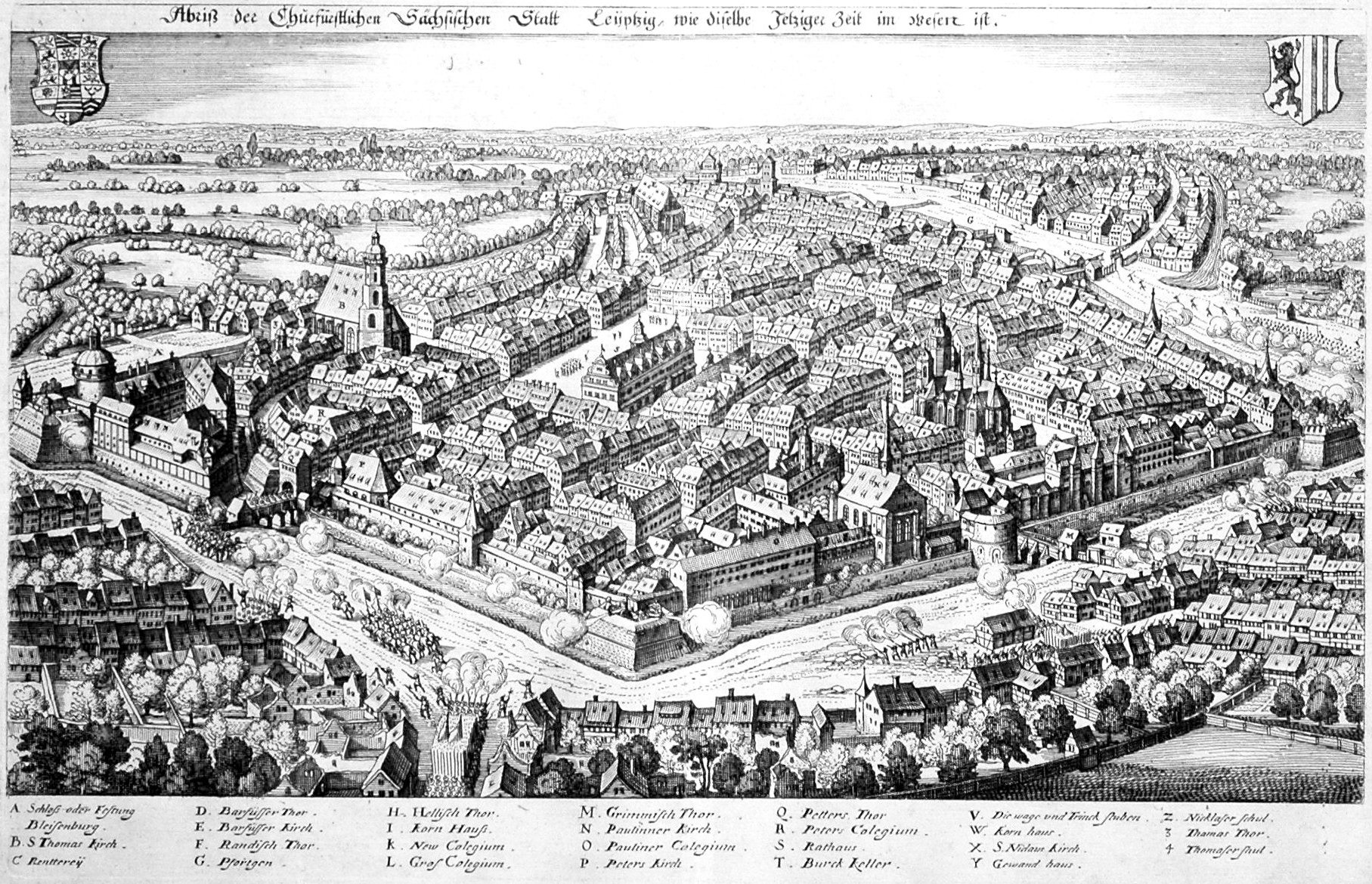
Stadtbefestigung von Leipzig während des Dreißigjährigen Krieges, in der unteren Bildhälfte rechts das Grimmaische Tor und die Grimmaische Vorstadt (1632)

Der Bereich des späteren Augustusplatzes lag jahrhundertelang außerhalb von Stadtmauer und Stadtgraben zwischen Altstadt und Grimmaischer Vorstadt. Über ihn verlief seit dem Mittelalter die Handelsstraße Via Regia, die als Grimmaischer Steinweg im Spätmittelalter mit Steinpflaster befestigt war. Ansonsten war der Platz unbebaut, damit ein freies Schussfeld zur Verteidigung der Altstadt in Kriegszeiten gegeben war.
Nach dem Hubertusburger Frieden von 1763 stellte der sächsische Kurfürst Friedrich August II. der Stadt die Verteidigungsanlagen unter der Bedingung zur Verfügung, dass nach ihrer schrittweisen Abtragung der Platz für gemeinnützige Zwecke verwendet würde. Bürgermeister Carl Wilhelm Müller beauftragte 1784 den Baudirektor der Stadt Johann Carl Friedrich Dauthe unter diesem Aspekt mit der Gestaltung einer Parkanlage um den Nordostteil der Stadt bis zum Grimmaischen Tor.
Dauthe legte an der Stelle der niedergelegten Stadtbefestigung vor dem Grimmaischen Tor zwei Rasenrondelle an, die wiederum von einem Kreis von Pappeln eingefasst wurden. Dieser Flanierplatz erhielt den Namen Platz vor dem Grimmaischen Thor. Zwischen den Rondellen führte die Verbindung vom Grimmaischen Tor zum Grimmaischen Steinweg, der sich am (Alten) Johannisfriedhof in die Straßen nach Grimma und Dresden über Wurzen teilte. Am Beginn des Grimmaischen Steinwegs stand auf seiner Südseite und nunmehr an der Ostseite des neuen Platzes schon seit Beginn des 18. Jahrhunderts der Poststall, auch „Posthörnchen“ genannt, mit den Pferden für den Postkutschenbetrieb.
Das Material der abgetragenen Verteidigungsschanzen ließ Dauthe zu einem etwa 25 Meter hohen Hügel an der Nordseite des Platzes aufschütten, der wegen der spiralförmig verlaufenden Aufstiegwege Schneckenberg genannt wurde. Er diente auch als Abschluss der dahinter angelegten Parkanlage im englischen Stil am heutigen Schwanenteich. Er wurde von den Leipzigern sehr gut angenommen und diente als Aussichtspunkt und Rodelberg. Theodor Körner entwarf auf dem Schneckenberg am 24. April 1813 sein Gedicht „Lützows wilde Jagd“. Ab 1864 wurde der Schneckenberg für die Errichtung des Neuen Theaters abgetragen.
Um 1840 war der Platz ein bedeutender Messe-Standort für Kleinhandel für die Gewerke von Korbmachern, Glas- und Blechwarenhändlern, Schuhmachern und Pfefferküchlern geworden. Die von Dauthe angelegten Rondelle am Torplatz dienten auch dazu, Staus von Wagenverkehr während der Messezeit zu begrenzen.

Historische Ansichten
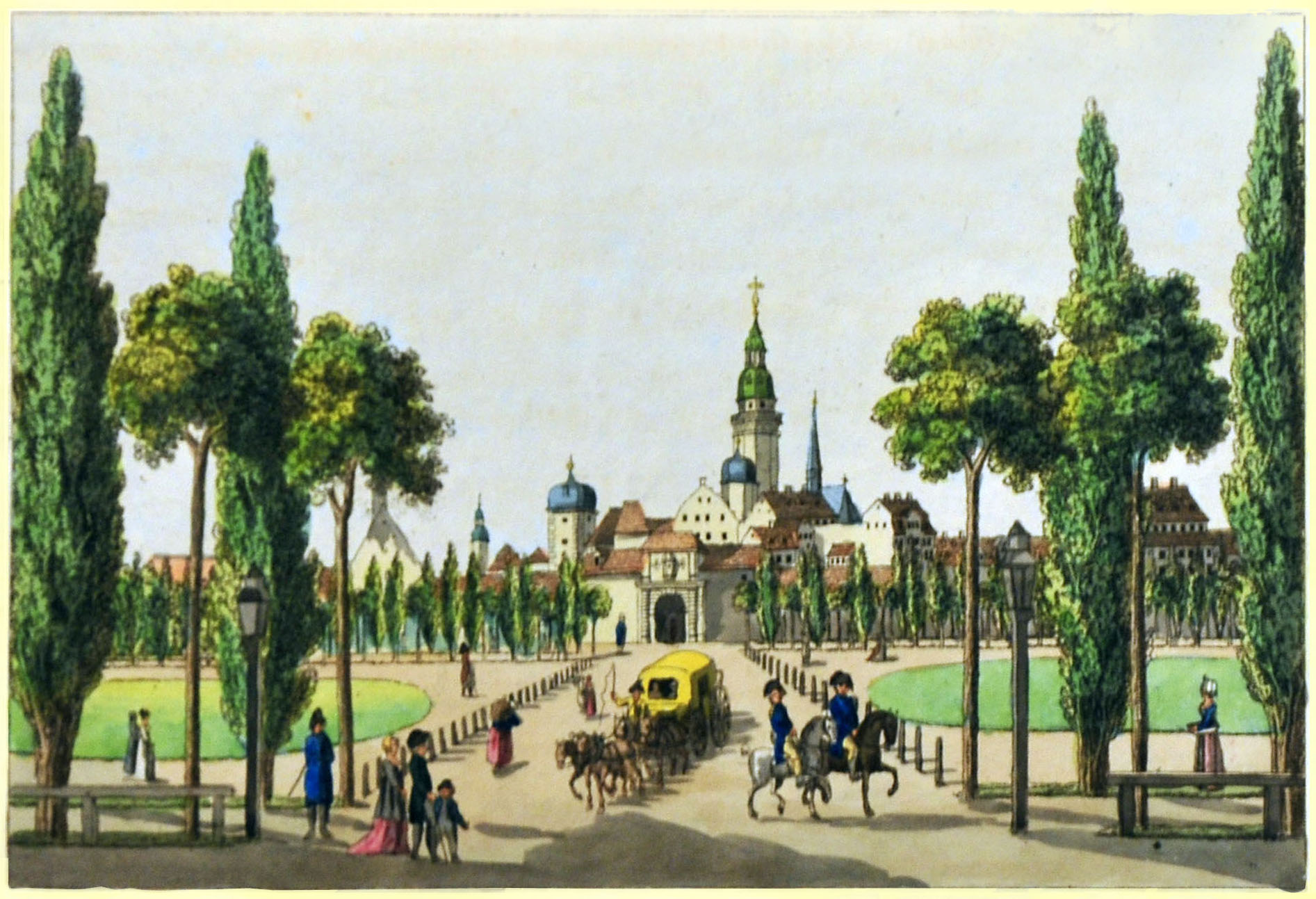
Platz vor dem Grimmaischen Tor (1804)
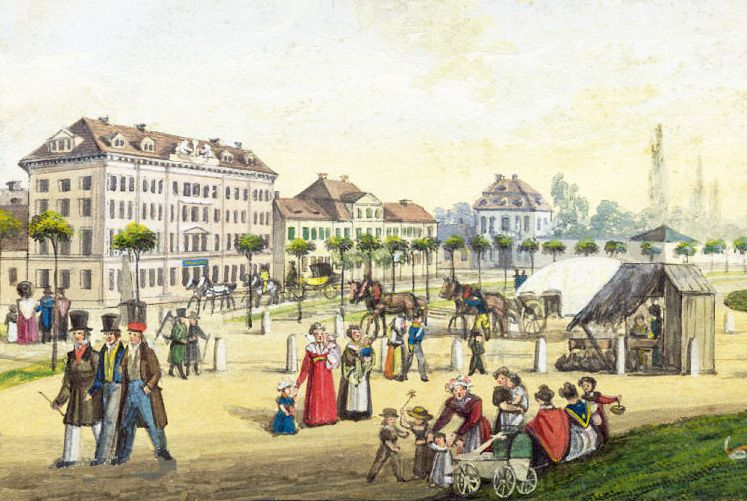
Alter Poststall, Wendlers Haus und Weinnäpfchen (1825)
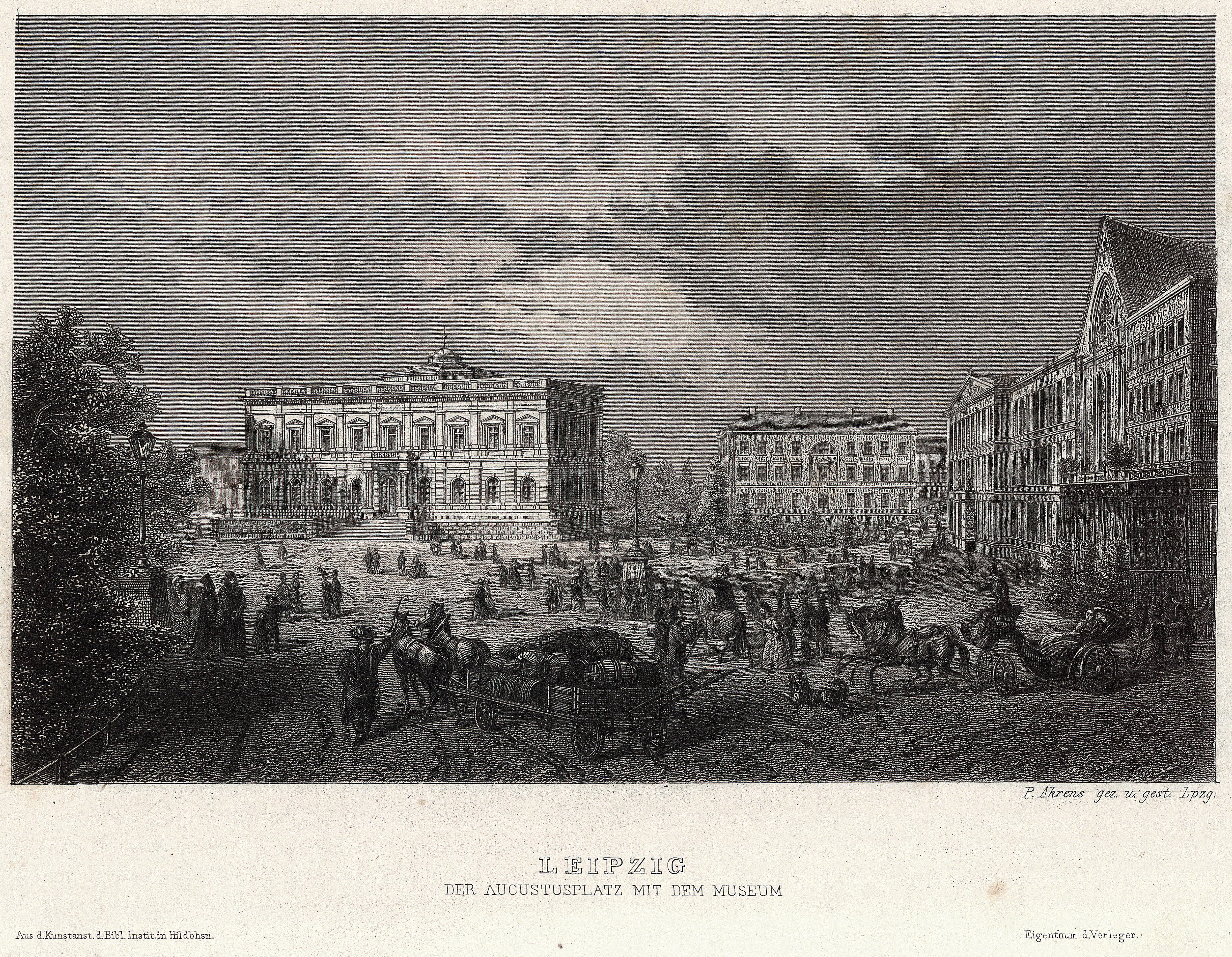
Neues Museum (Bildmitte), Erste Leipziger Bürgerschule (mittig im Hintergrund) und Augusteum mit Universitätskirche (rechts) (1860)
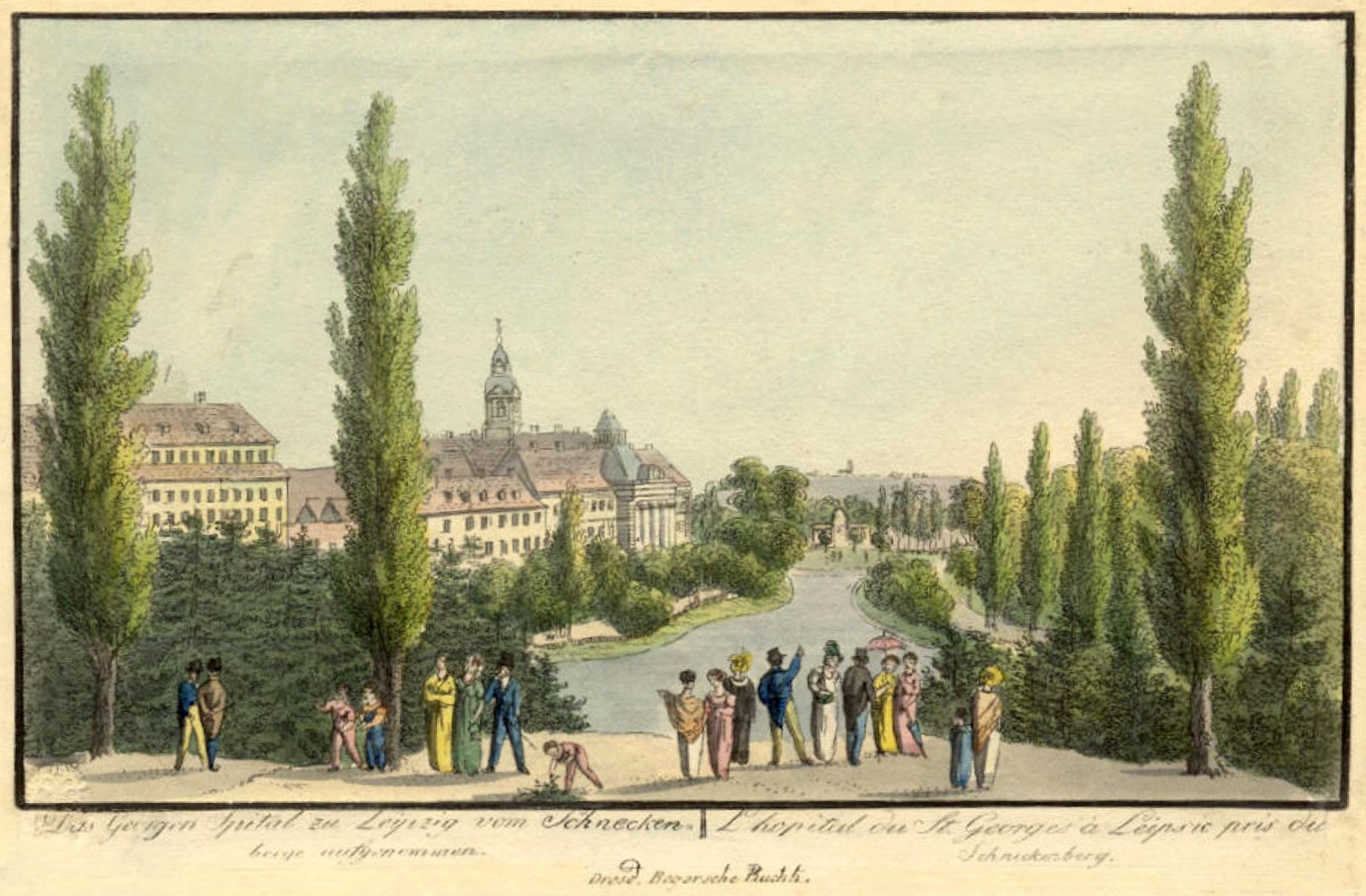
Blick vom Schneckenberg nach Norden zum Georgenhaus (vor 1864)
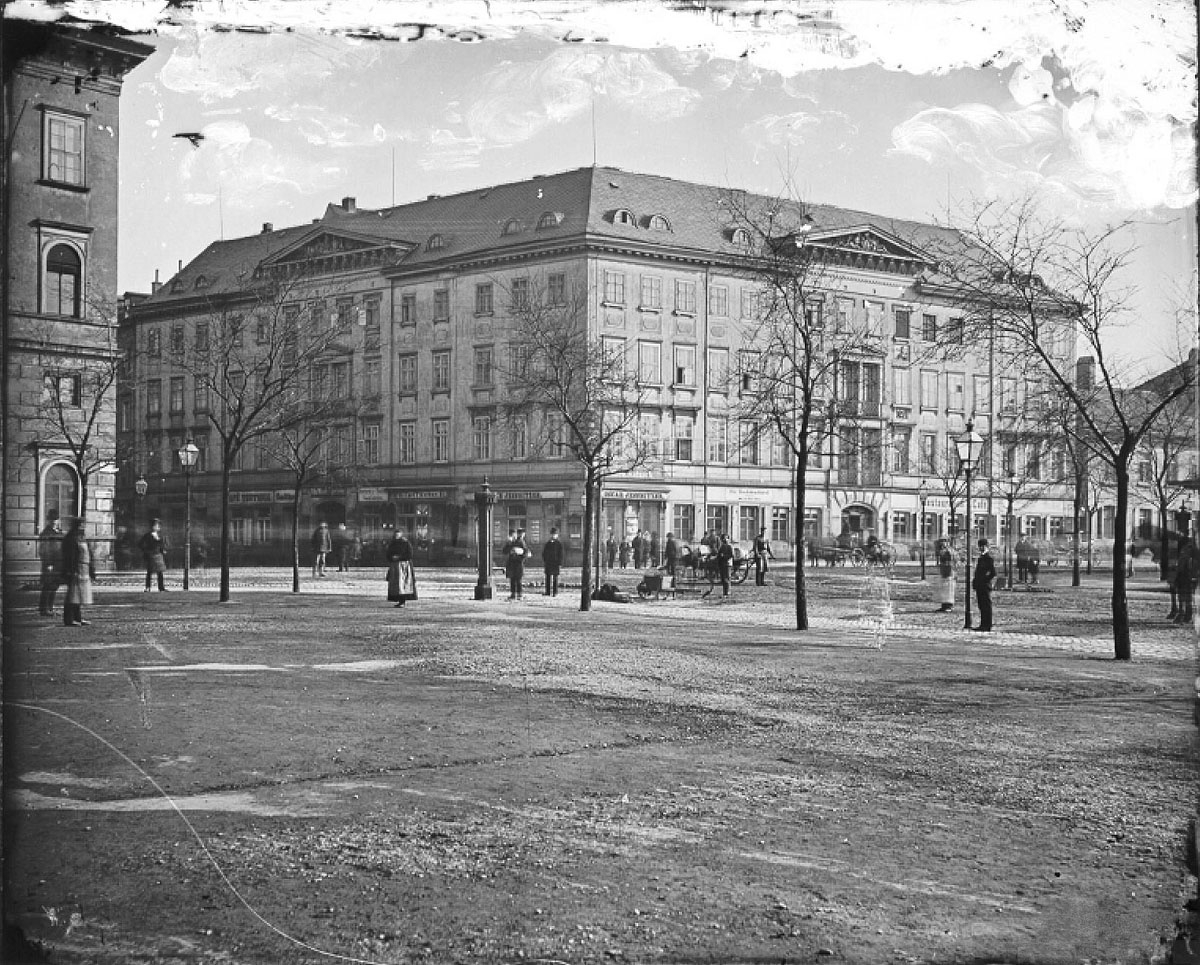
Teubners Haus, Augustusplatz 2 (vor 1880)
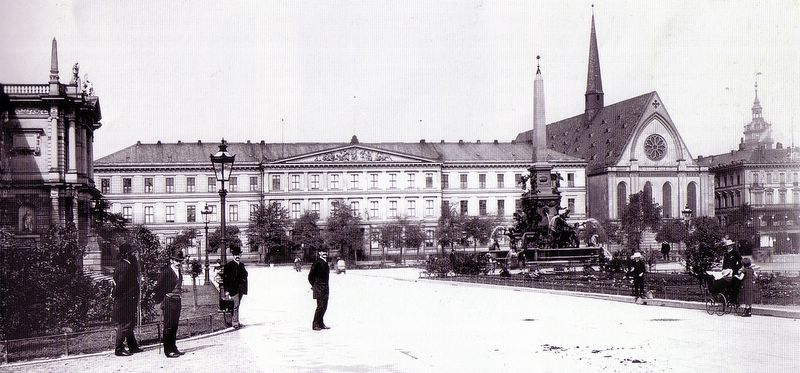
Ansicht von Osten mit Augusteum und Unikirche. Rechts hinten steht der Turm der Nikolaikirche (um 1890).

Am östlichen Rand des späteren Augustusplatzes errichtete 1821 auf dem Grundstück des früheren Poststalls Benedictus Gotthelf Teubner einen ersten repräsentativen Neubau am Platz. Später schrieb B. G. Teubner, „daß ich damit der Stadt zumal an diesem freien Platze eine wahre Zierde geschaffen und dadurch für die Herstellung schöner Gebäude eine neue Bahn gebrochen habe“. Dort siedelte sich auch das 1819 gegründete Handelshaus F. Flinsch an, das im Papiergroßhandel tätig war.
An der Südseite des Platzes stand seit Ende der 1790er Jahre das barocke Wohnhaus Weinnäpfchen. Im Zusammenhang mit dem Bau des „Bildermuseums“, das an das Weinnäpfchen-Grundstück grenzte, und der Anlage der Ringstraße kaufte die Stadt Leipzig 1858 das Grundstück, parzellierte es und ließ das Haus abtragen.
1839 beschloss die Stadtverwaltung die Umbenennung in Augustusplatz.
In den 1920er Jahren gab es rege Debatten und Planungen zur Umbauung des Platzes mit Gebäuden, die seiner Größe angemessen sind und der aufstrebenden Messestadt Leipzig ein entsprechendes großstadttypisches Gepräge geben. Im Zuge dieser Überlegungen zur Neugestaltung brachten die SPD und die KPD 1927 Anträge zur Umbenennung in „Platz der Republik“ bzw. „Karl-Marx-Platz“ ein. In einer Abstimmung der Stadtratsfraktionen gewann, auch durch einen Verfahrensfehler begünstigt, der Vorschlag der KPD. Die abschließend notwendige Zustimmung des Rates der Stadt blieb aber aus.
Während der NS-Zeit wurde der Platz als Aufmarschforum und Standort nationalsozialistischer Propagandaausstellungen genutzt. 1940 wurden dort die beiden Ausstellungen „Die Wehrmacht zeigt Dokumente aus dem Polenfeldzug“ und „Der Sieg im Westen“ gezeigt.  Ab 1944 wurden auf dem Augustusplatz große Berge aus Trümmern der Innenstadt aufgehäuft, die mit der sogenannten Zentrumsbahn der Leipziger Trümmerbahnen abtransportiert wurden.
1945 wurde der Platz in Karl-Marx-Platz umbenannt. Laut dem Stadtchronisten, Horst Riedel, geschah das im Herbst 1945. In neueren Online-Quellen wird als Datum der Umbenennung der 1. August 1945 genannt.
In den 1950er Jahren fanden auf dem nunmehrigen Karl-Marx-Platz die Kundgebungen bzw. Demonstrationen zum 1. Mai statt, bevor die Tribüne an den Georgiring verlegt wurde.
Zum Tag der Deutschen Einheit, dem 3. Oktober 1990, erhielt der Platz den alten Namen zurück.

Historische Ereignisse auf dem Augustusplatz / Karl-Marx-Platz
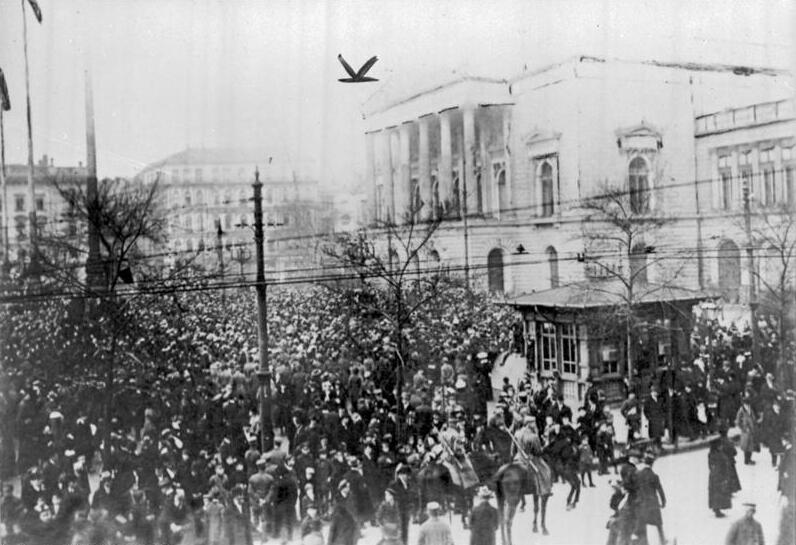
Kundgebung auf dem Platz am  10. November 1918 (Novemberrevolution)
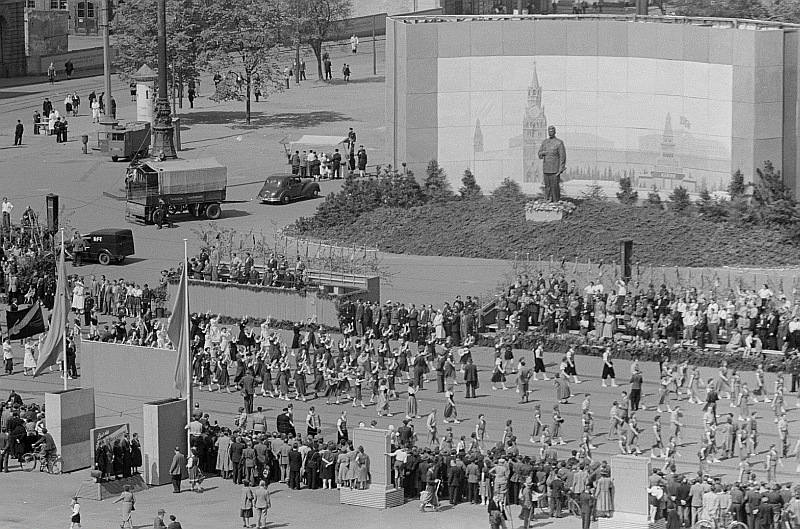
Maidemonstration 1953 am Stalin-Denkmal vor zerstörtem Neuem Theater.
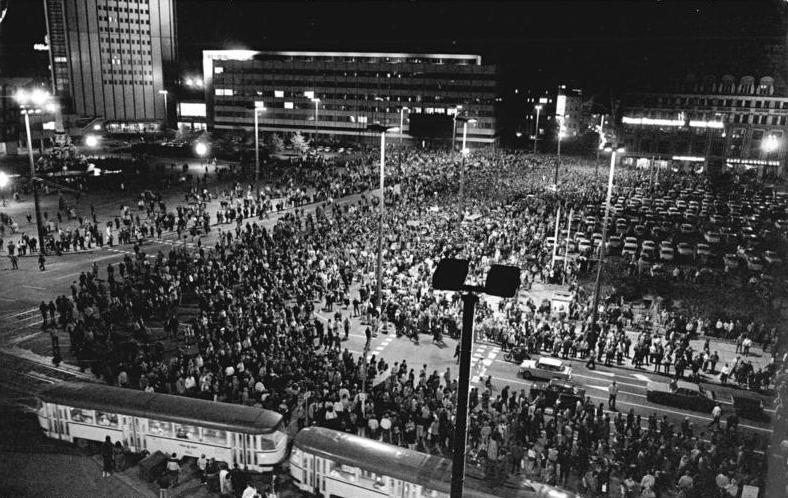
Montagsdemo während der Wende am 16. Oktober 1989 mit 120.000 Teilnehmern

## Bebauung

### Südseite (Neues Gewandhaus)

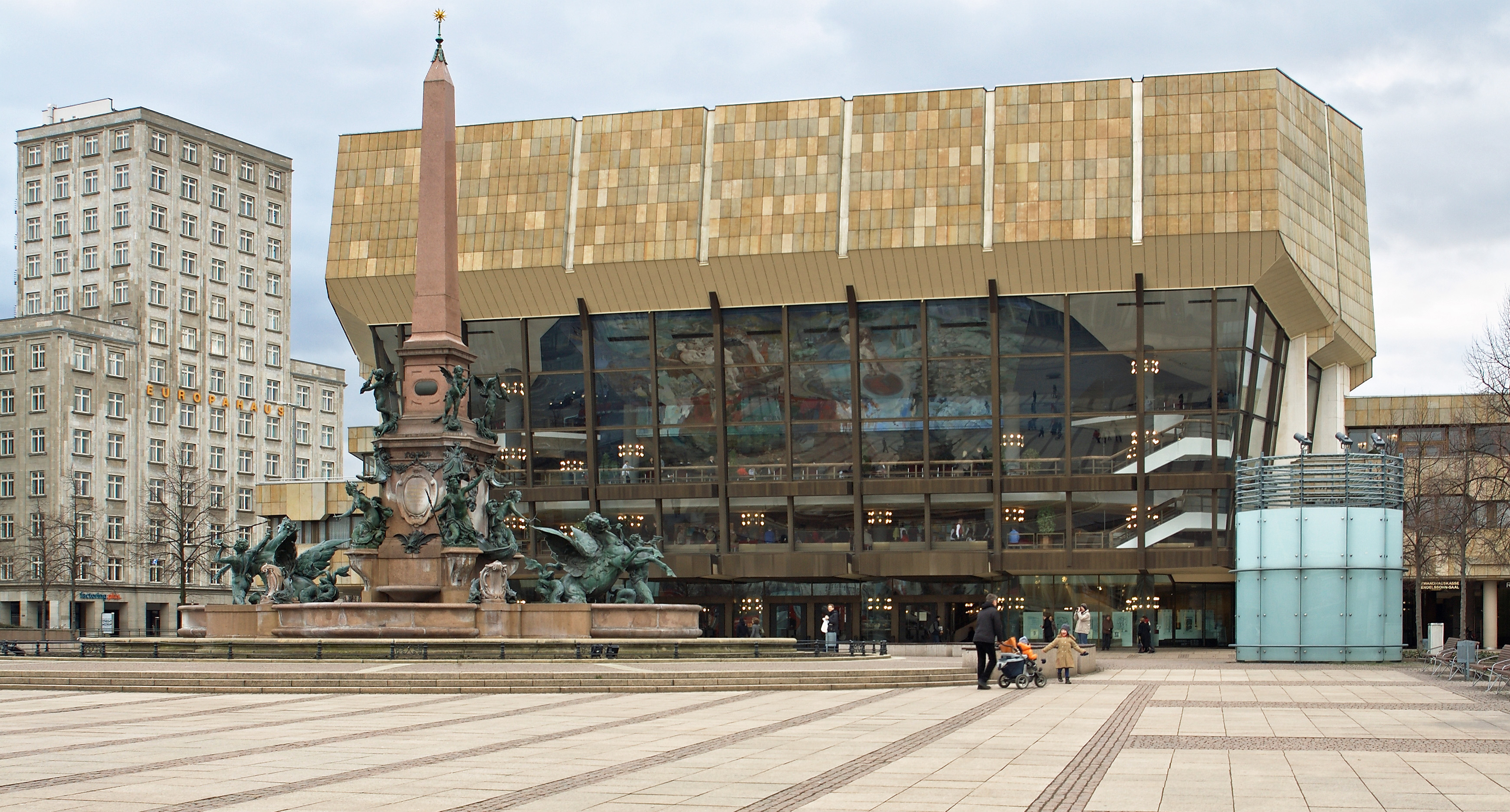
Das Neue (dritte) Gewandhaus wurde von 1977 bis 1981 auf dem Areal des im Krieg zerstörten „Bildermuseums“ gebaut (2011)

Ende 1858 eröffnete das von Ludwig Lange im Stil der italienischen Renaissance entworfene Museum der bildenden Künste. Zur Zierde wurde davor der 1886 eingeweihte Mendebrunnen aufgestellt. Auf dem Areal des kriegszerstörten Baus fand 1977 die Grundsteinlegung für das heutige Neue Gewandhaus statt. Das Gewandhausorchester, das nach der Zerstörung des Neuen Concerthauses in der Kongreßhalle eine Bleibe fand, debütierte dort am 7. Oktober 1981 unter der Leitung von Kurt Masur mit einem Konzert für die am Bau Beteiligten.

### Westseite (Augustusplatz/Goethestraße)

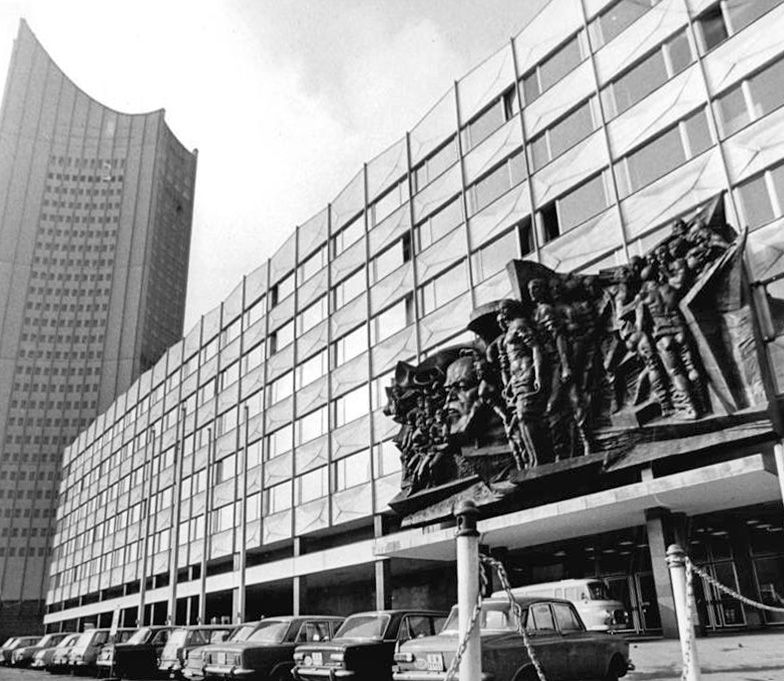
Relief „Aufbruch“ am Hauptgebäude der Karl-Marx-Universität Leipzig (1975)

Das Grimmaische Tor wurde 1831 abgerissen. Im gleichen Jahr ließ der Leipziger Zuckerbäcker Wilhelm Felsche neben der Paulinerkirche an der südlichen Einmündung der Grimmaischen Straße sein Café français (ab 1914 Café Felsche) errichten. Das Kaffeehaus der Spitzenklasse wurde 1943 zerstört. In dem heutigen Gebäude Augustusplatz 11 befindet sich aktuell (2020) u. a. eine Filiale des Systemgastronomen Vapiano.
Auf dem ehemaligen Areal des Großen Kollegs nördlich davon sind zu beiden Seiten des Krochhochhauses zwei Geschäftshäuser aus der Zeit der Belle Époque erhalten. Auf den Grundstücken Goethestraße 3–5, wo das Gasthaus Zur Melone, das Neue Schenkenhaus und die Meißner Burse standen, baute in den Jahren 1910/11 der Architekt Martin Dülfer im Auftrag der Dresdner Bank (heute Commerzbank) ein viergeschossiges Geschäftshaus im Stil des Historismus. Es war ab Beginn der 1950er Jahre Standort der Universitätsbuchhandlung Franz-Mehring-Haus, weshalb das Bauwerk als Franz-Mehring-Haus oder einfach als „Mehringhaus“ bekannt ist. Das Geschäft, seinerzeit mit 2000 Quadratmetern größte Buchhandlung der DDR, wurde Anfang 2009 geschlossen. Heute befindet sich im Erdgeschoss neben einem Shop der Textilkette Wellensteyn eine Commerzbank-Filiale.

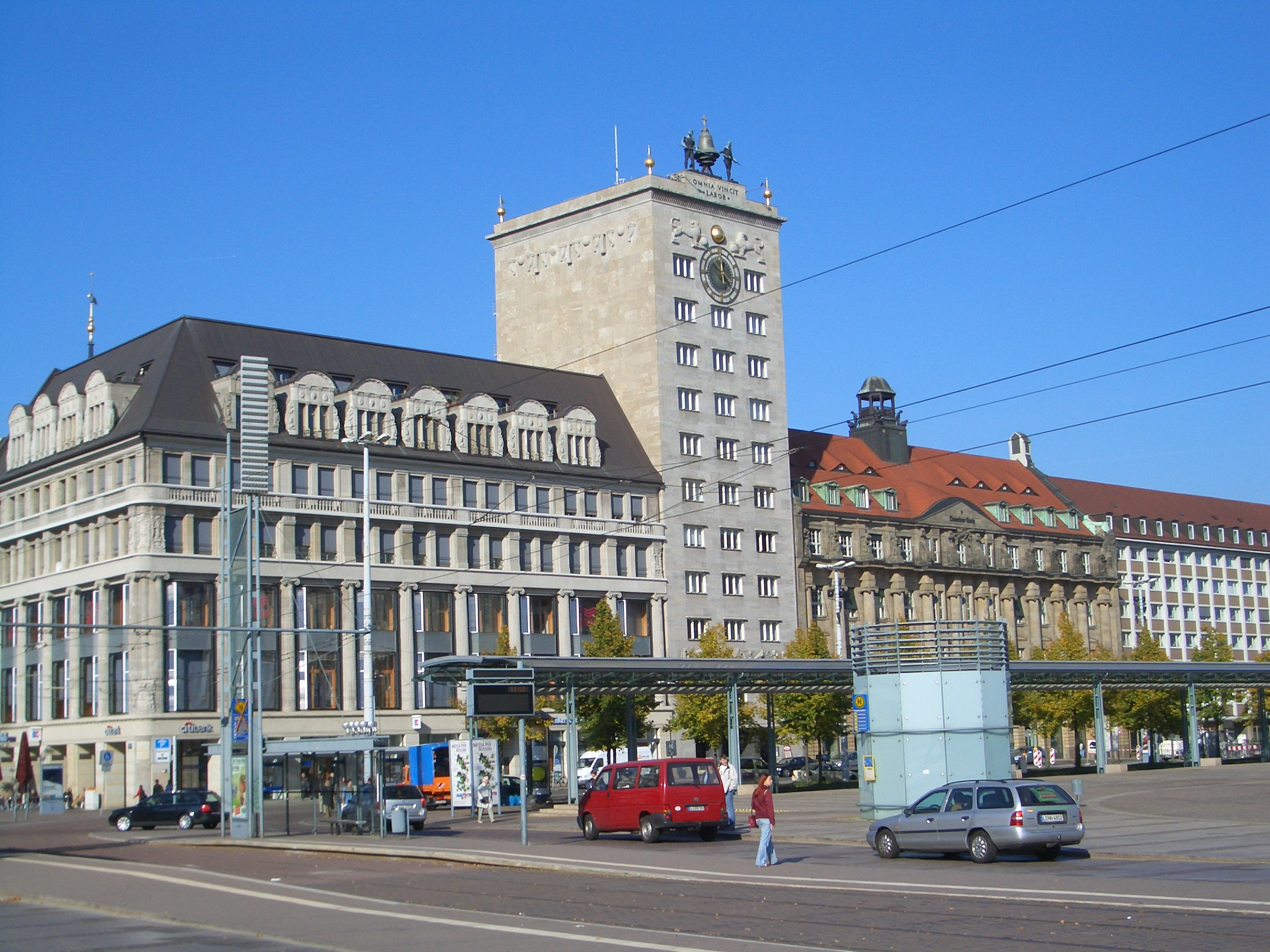
Westseite mit Königsbau, Krochhochhaus und Mehringhaus. Der Glaszylinder im Vordergrund rechts ist nachts beleuchtet und einer der acht Treppenzugänge der Tiefgarage. (2005)

Im Königsbau an der Einmündung der Grimmaischen Straße (Goethestraße 1) wurde am 18. Oktober 1911 das „Spezialhaus für Herren-, Knaben- und Sportbekleidung“ des Textilhandelshauses Bamberger & Hertz eröffnet. Seine Bezeichnung stammt vom Bauherrn Königsbau AG, die sich im Besitz der jüdischen Familie Bamberger befand. Das von dem Leipziger Architekturbüro Schmidt & Johlige entworfene Gebäude wurde erst im April 1913 komplett bezugsfertig und beherbergte auch das vom Konditormeister Otto Kuttert gegründete Café Corso. Den zur Grimmaischen Straße gerichteten Teil des Erdgeschosses belegte Blumen-Hanisch, dessen Geschäft sich bereits seit 1885 im Vorgängerbau an dieser Stelle befunden hatte. Das von Gustav und Ludwig Bamberger geleitete Textilhandelsunternehmen entwickelte sich zu einem der führenden Herrenausstatter der oberen Preisklasse im Deutschen Reich. Der in der Reichspogromnacht 1938 in Brand gesteckte Königsbau wurde bis 1949 wieder funktionsfähig aufgebaut und schließlich 1991 an die Bamberger-Erben rückübertragen. Zwischenzeitlich im Immobilienbesitz des Bauunternehmers Jürgen Schneider, gehört er heute der Versicherung Alte Leipziger – Hallesche. In dem von 1998 bis 2000 grundlegend sanierten Bauwerk befindet sich die größte Filiale der Targo-Bank in den neuen Bundesländern.
Auf dem dazwischen liegenden Grundstück (Goethestraße 2) wurde von der Universität 1872 ein Wohn- und Geschäftshaus errichtet, das als Durchhaus gestaltet war, um einen schnellen und bequemen Weg aus der Innenstadt zum vier Jahre zuvor eröffneten Neuen Theater auf der Nordseite des Platzes zu haben. Ein von einem Glasdach überwölbter Gang, an dem zu beiden Seiten Ladengeschäfte lagen, führte zum Haus Ritterstraße 4 am Nikolaikirchhof. Damit hatte Leipzig seine erste Passage, für die sich ab etwa 1880 der Name Theaterpassage etablierte. Als Architekt wird der Leipziger Hans Engler vermutet. Das über 50 Jahre alte Haus wurde Mitte der 1920er Jahre abgerissen und dort 1927/28 mit dem Krochhochhaus das erste Hochhaus Leipzigs gebaut. Als städtebauliches Gegengewicht entstand kurz darauf auf der östlichen Platzseite das Europahaus.
Neben dem Neuen Augusteum, dem Uni-Hauptgebäude, befindet sich der Komplex Paulinum – Aula und Universitätskirche St. Pauli. Dort stand die 1240 geweihte und im Zweiten Weltkrieg unversehrt gebliebene Universitätskirche St. Pauli (Paulinerkirche). Laut einem Beschluss des SED-Politbüros vom 30. Juni 1959 sollten das 1943 stark beschädigte, jedoch wiederaufbaufähige alte Augusteum (errichtet 1831–1836) erhalten bleiben, die Unikirche nach Westen versetzt und vor ihrem Ostgiebel ein Neubau für die sich nun als sozialistisch geprägte Bildungseinrichtung sehende Karl-Marx-Universität errichtet werden. Auch die Leipziger Bezirksleitung der SED votierte zuerst für einen Erhalt des alten Gebäudeensembles, während die Universität infolge der im Zweiten Weltkrieg erlittenen Verluste von mehr als 60 % ihrer Räumlichkeiten einen großzügigen Neubaukomplex, allerdings nicht den Abriss der Universitätskirche, forderte. Nachdem die Versetzung der Universitätskirche als unrealisierbar erschienen war, war der von der Universität dringend benötigte Neubau gefährdet. Zudem übte der in Leipzig geborene DDR-Staats- und Parteichef Walter Ulbricht  Druck auf die Leipziger Stadtväter, die Paulinerkirche zu beseitigen, aus. Mit einem Beschluss der Stadtverordnetenversammlung vom 23. Mai 1968 wurde die Altbausubstanz den Planungen für einen Neubaukomplex geopfert. Bereits am 30. Mai 1968 wurde die Universitätskirche gesprengt. Wenige Tage später geschah das Gleiche mit den alten Augusteum. Die benachbarten Gebäude Johanneum und Albertinum folgten drei Wochen später. Am danach errichtetem Universitäts-Hauptgebäude war das Bronzerelief Aufbruch mit Karl Marx im Zentrum von 1973 bis 2006 zu sehen.
1960 wurden der katholischen Leipziger Propsteigemeinde drei Standorte für einen Kirchenneubau am Karl-Marx-Platz angeboten, wenn die von ihr genutzte Universitätskirche stattdessen abgerissen werde. Die Propsteigemeinde verlor ihre Alte Trinitatiskirche durch mehrere Bombenangriffe zwischen 1943 und 1945 und letztlich durch die Sprengung der Ruine im Jahr 1954. Seit 1946 war sie daher bis zur Sprengung der Universitätskirche in derselbigen zu Gast.

### Nordseite (Opernhaus)

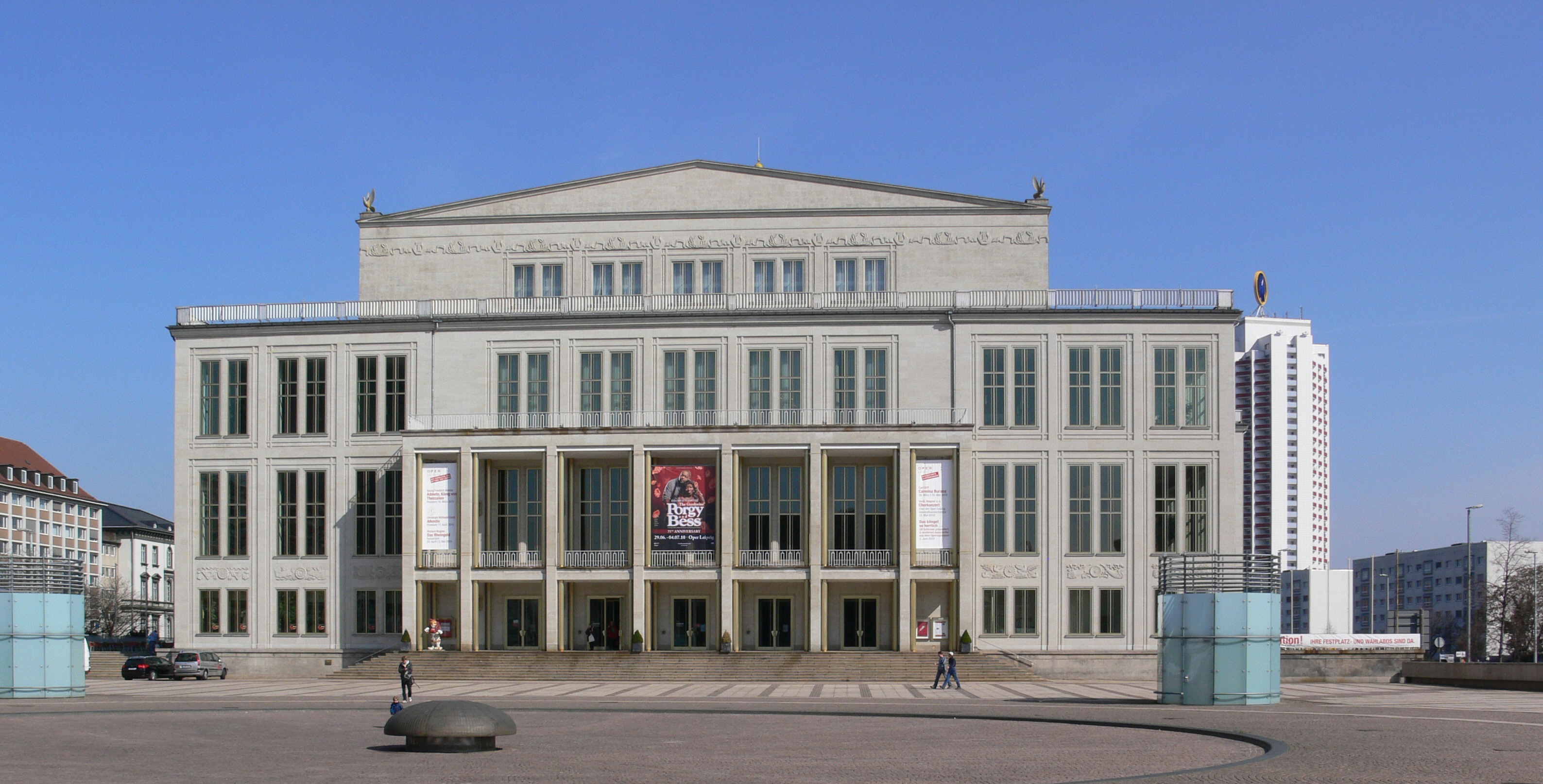
Opernhaus (2010). Im Hintergrund rechts das Wintergartenhochhaus

Anfang 1868 eröffnete mit Goethes Iphigenie auf Tauris das von Carl Ferdinand Langhans geschaffene Neue Theater. Nachdem die Ruine des von Bomben zerstörten Baus abgetragen worden war, wurde dort das Opernhaus gebaut und 1960 mit den Meistersingern von Nürnberg eingeweiht. Nördlich davon befindet sich der Obere Park mit dem Schwanenteich.
Vor dem Theater stand von 1895 bis 1897 das Modell des Leipziger Bismarckdenkmals. Etwa an seiner Stelle zierte von 1953 bis 1955 ein Bronzeabguss des Berliner Stalindenkmals den Karl-Marx-Platz. Das Denkmal, das erstmals 1952 auf der Leipziger Festveranstaltung zu Stalins 73. Geburtstag gezeigt worden war, kam unmittelbar nach Stalins Tod im März 1953 auf einer verkleideten Holzkonstruktion und vor einer mächtigen Wand, die die Theaterruine verdeckte, zur Aufstellung. Weil es dem Neubau der Oper im Wege stand und der Sockel baufällig geworden war, wurde es 1955 abgebaut und eingelagert. Zur geplanten Versetzung in die Leipziger Stalinallee kam es nicht. Es verschwand spurlos.

### Ostseite (Augustusplatz/Georgiring)

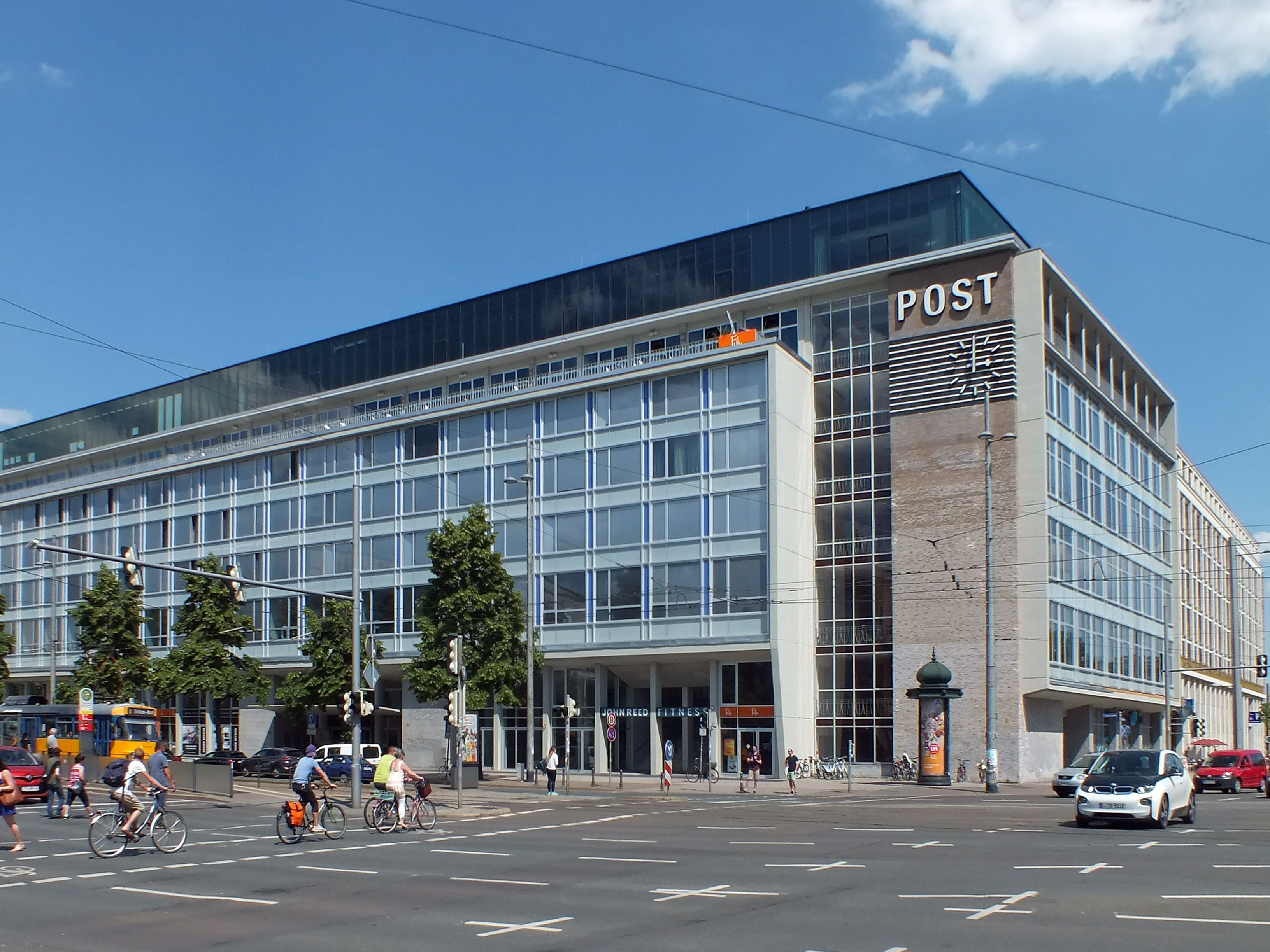
Hauptpost von 1964 nach der Rekonstruktion (2019)

Auf der nördlichen Ecke des Grimmaischen Steinwegs, wo sich noch 1835 der Gasthof „Zum weißen Schwan“ befunden hatte, wurde von 1836 bis 1838 nach einem Entwurf von Albert Geutebrück das 87 Meter lange klassizistische „Neue Postgebäude“ gebaut, das neben dem späteren Hauptpostamt C 1 auch bis 1926 die Leipziger Oberpostdirektion beherbergte. Nach der Zerstörung im Krieg entstand dort für die Deutsche Post von 1961 bis 1964 die von Kurt Nowotny geplante Hauptpost. Ab Sommer 2011 stand der Stahlbetonbau leer, bis 2016 seine denkmalgerechte Rekonstruktion begann. Ende 2018 eröffneten im südlichen Gebäudeflügel am Grimmaischen Steinweg ein Edeka-Markt und das Motel One Leipzig-Post mit 300 Zimmern.

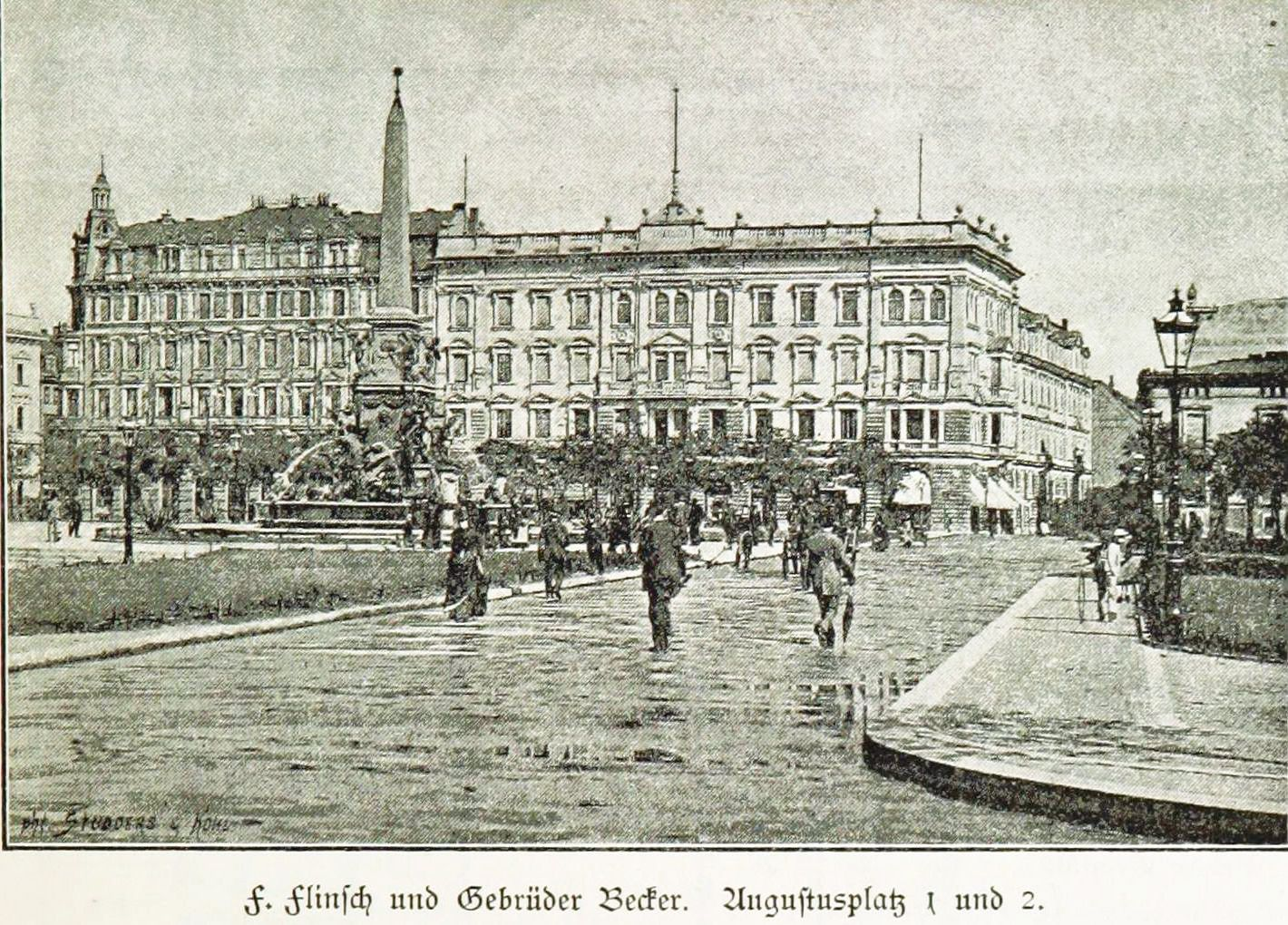
Papierhandlung Flinsch (links) und Bankhaus Becker (um 1892)

Die zu Beginn der Hochindustrialisierung in Deutschland stark expandierende Papierhandlung Flinsch ließ das fast 60 Jahre alte Teubner-Gebäude abreißen und 1880 nach einem Entwurf von Otto Laux ein Wohn- und Geschäftshaus errichten. Zwischen dem „Flinsch-Haus“ und der Johannisgasse entstand von 1884 bis 1887 nach Plänen von Bruno Grimm das neue Verwaltungsgebäude für das Bankhaus Becker & Co. Das alteingesessene Institut wurde 1798 von Carl Gotthilf Becker in Leipzig gegründet, nach Umwandlung in eine Kommanditgesellschaft auf Aktien (KGaA) im Jahr 1898 der Berliner Disconto-Gesellschaft angeschlossen und ging 1901 in der Leipziger Allgemeinen Deutschen Credit-Anstalt (ADCA) auf.

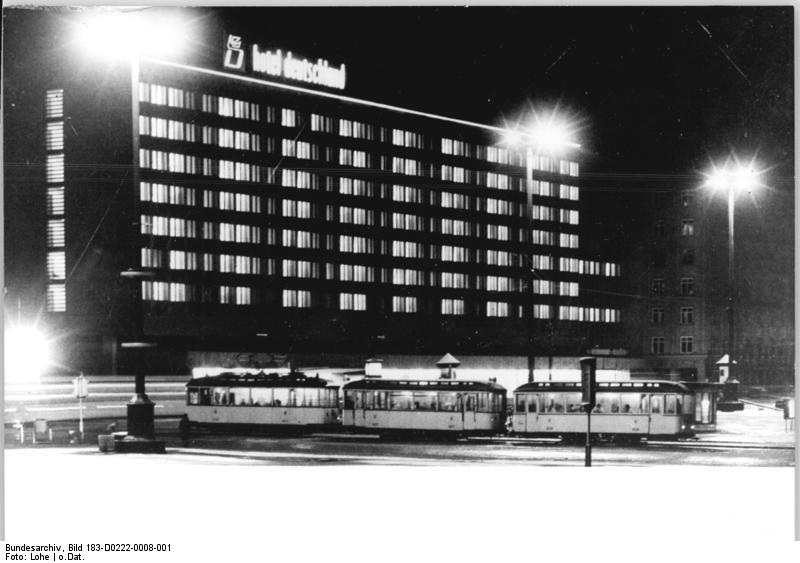
1965: Das Hotel „Deutschland“ firmierte ab 1973 als „Interhotel am Ring“ und gehört heute zur Kette Radisson Blu

An der gegenüberliegenden (südlichen) Seite der Johannisgasse (Augustusplatz 8/Johannisgasse 2) errichtete Hendrik Petrus Berlage in den Jahren 1901 bis 1903 das „Niederländische Haus“ als neuen Firmensitz für die Niederländische Lebensversicherungs-Gesellschaft für Deutschland. Die Ruinen der drei im Krieg zerstörten Geschäftshäuser wurden abgerissen und die Johannisgasse zur südlich gelegenen Goldschmidtstraße geführt, sodass bis zum Grimmaischen Steinweg ein zusammenhängendes Areal entstand, auf dem zwischen 1963 und 1965 das von Wolfgang Scheibe und Helmut Ullmann entworfene Hotel „Deutschland“ gebaut wurde. Dessen Name änderte sich mehrmals: 1973 war es das Interhotel am Ring, ab 1990 wieder Hotel Deutschland, und 1992 wurde es zum Hotel Mercure. Nach Entkernung und Umbau ist es heute ein Radisson Blu Hotel.
Unmittelbar neben dem Niederländischen Haus wurde zum Roßplatz hin von 1928 bis 1930 das Europahaus gebaut. Der Stahlbeton-Skelettbau mit Muschelkalkverkleidung besteht aus einem 56 Meter hohen Turmbau mit 13 Geschossen, der zu beiden Seiten mit siebengeschossigen Seitenflügeln versehen ist. In den 1930er Jahren befand sich auf dem Mittelteil ein Dachgarten-Restaurant. Zur DDR-Zeit war das Haus Sitz der Bezirksverwaltung der Staatlichen Versicherung der DDR. Nach Umbau- und Modernisierungsarbeiten durch die Leipziger Stadtbau AG  sind 2014 die Stadtwerke Leipzig mit ca. 160 Mitarbeitern in das Europahaus gezogen.

Historische Bebauung auf dem Augustusplatz
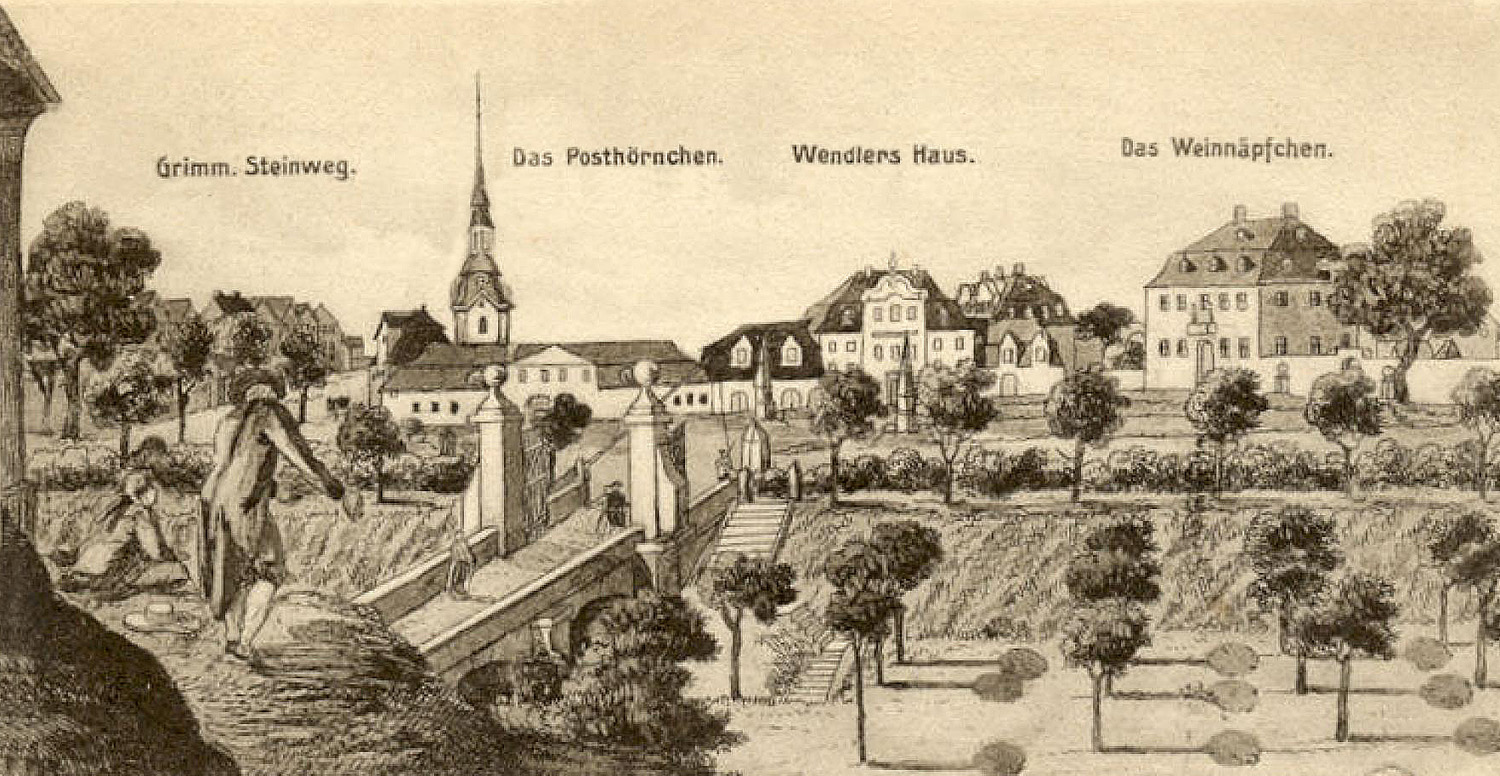
Ostseite um 1800: Poststall („Posthörnchen“) und barockes Wohngebäude „Weinnäpfchen“. Vorn das Grimmaische Tor über den noch unverfüllten Stadtgraben
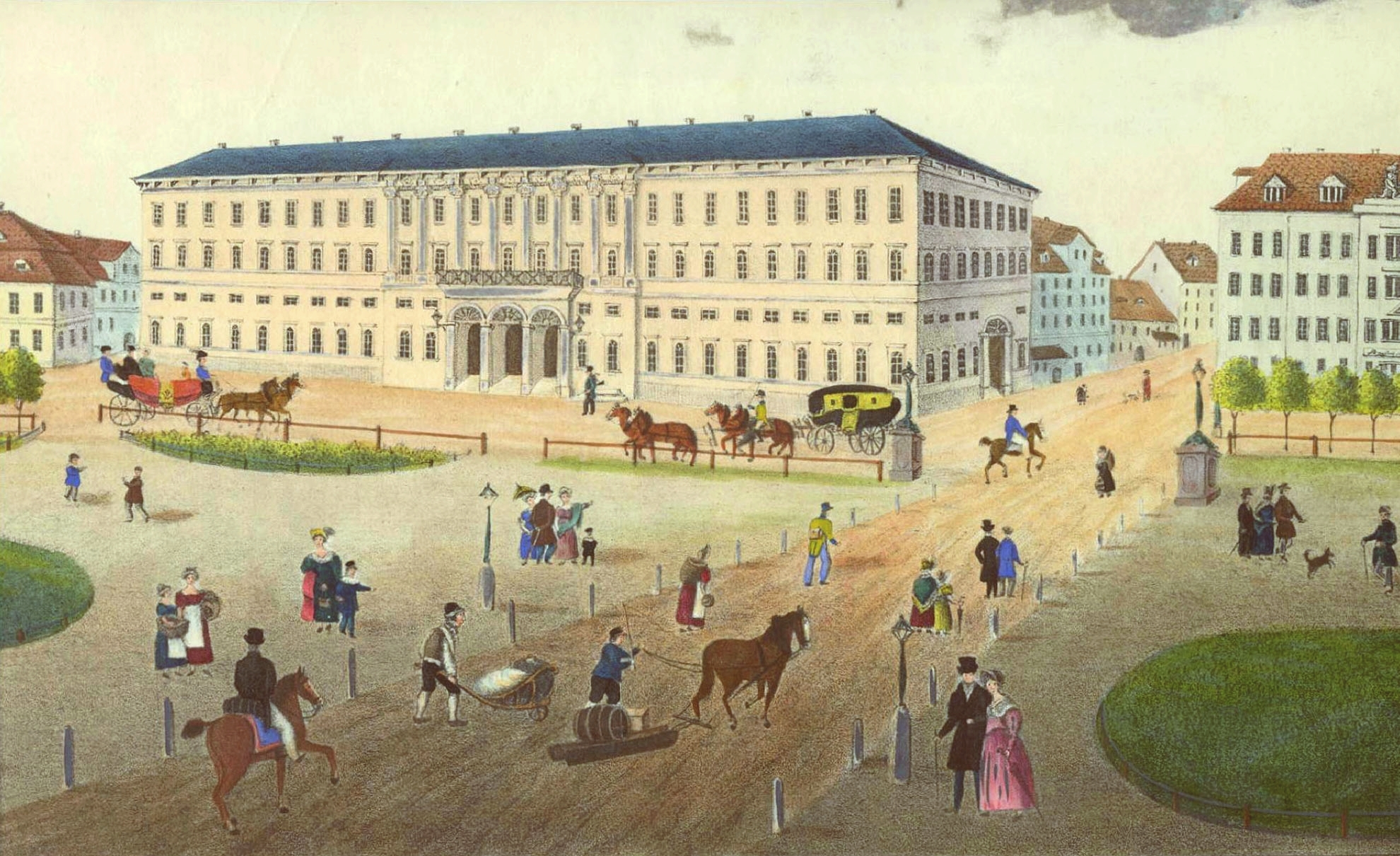
Ostseite um 1840: „Neues Postgebäude“ und das Teubnersche Geschäftshaus (rechts) am Grimmaischen Steinweg
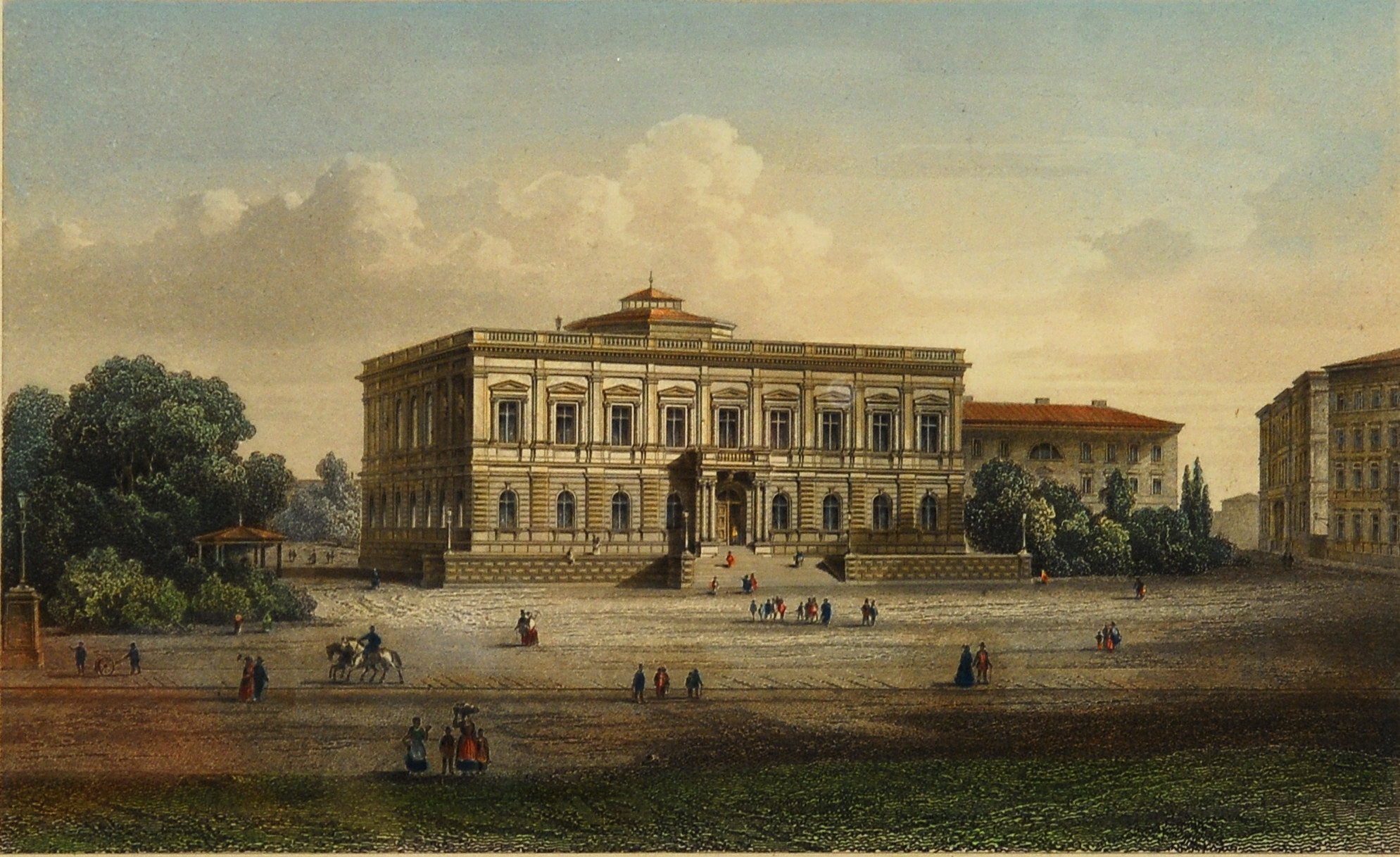
Südseite um 1860: Ursprüngliche Fassade des Neuen Museums vor der Erweiterung
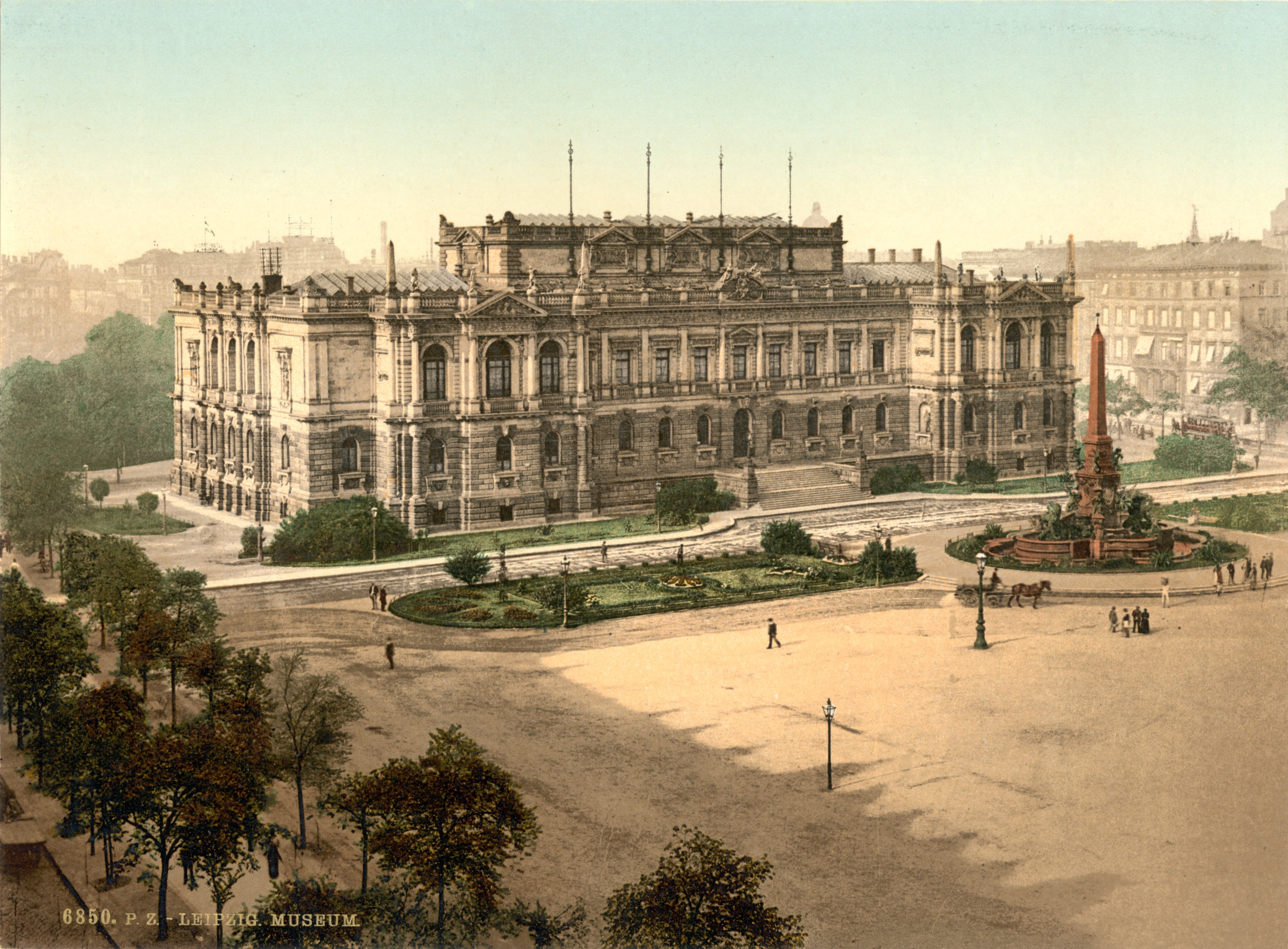
Südseite ca. 1890–1900: Das 1858 eröffnete „Bildermuseum“ mit dem Mendebrunnen. Heute Standort des Neuen Gewandhauses
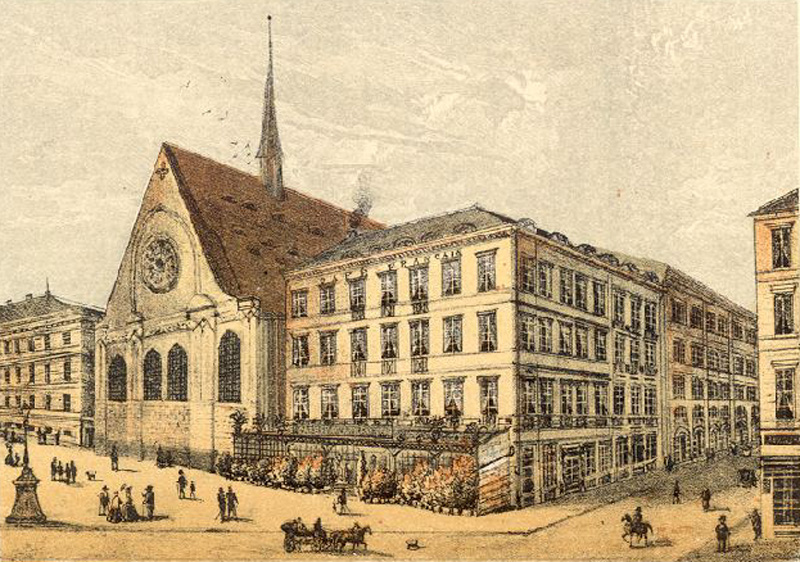
Westseite um 1850: Das „Café Français“ an der Grimmaischen Straße neben der Paulinerkirche (Universitätskirche)
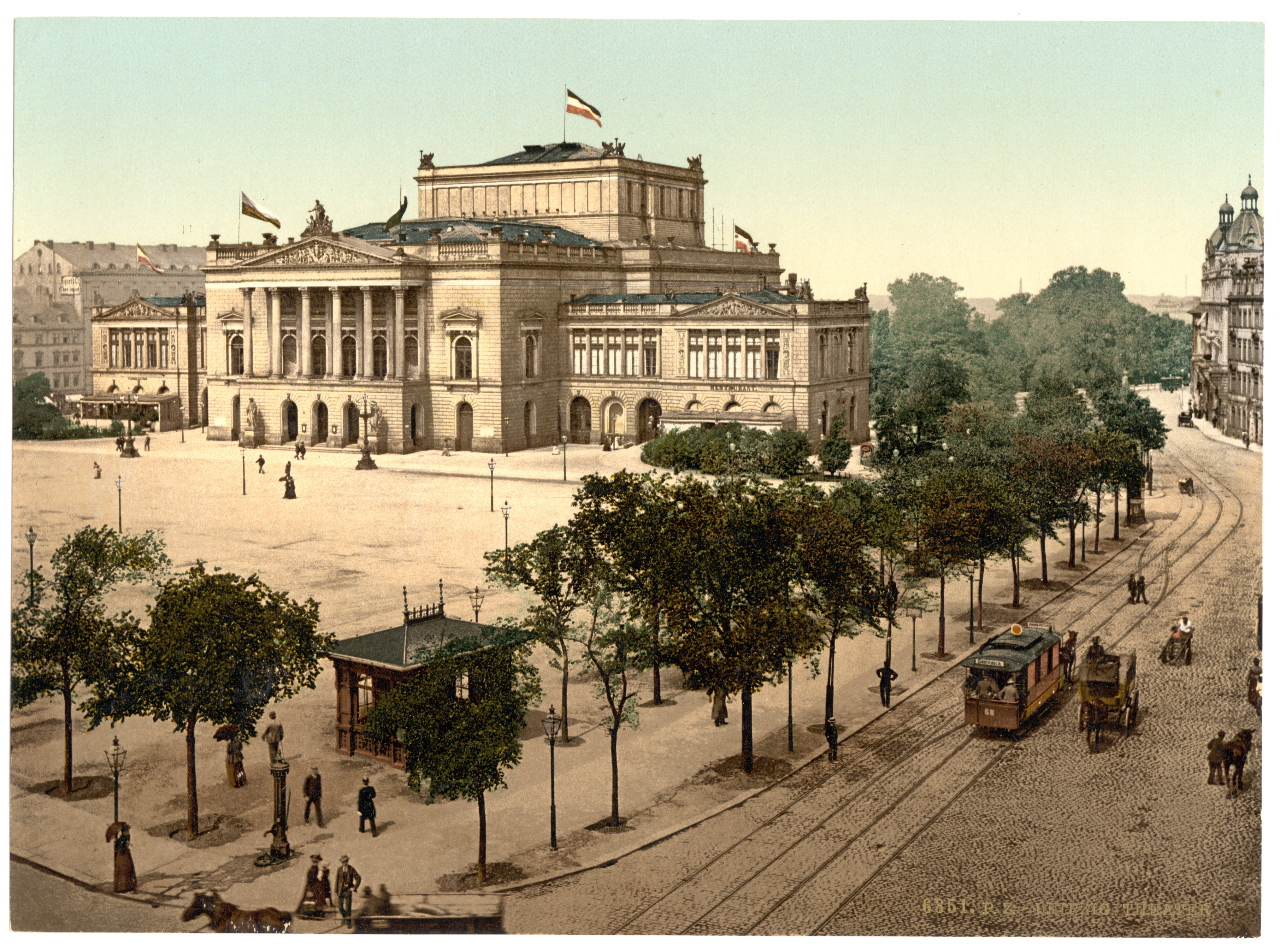
Nordseite um 1900: Das 1868 eröffnete Neue Theater. Auf dem Areal steht heute das Opernhaus

## Jüngste Entwicklung

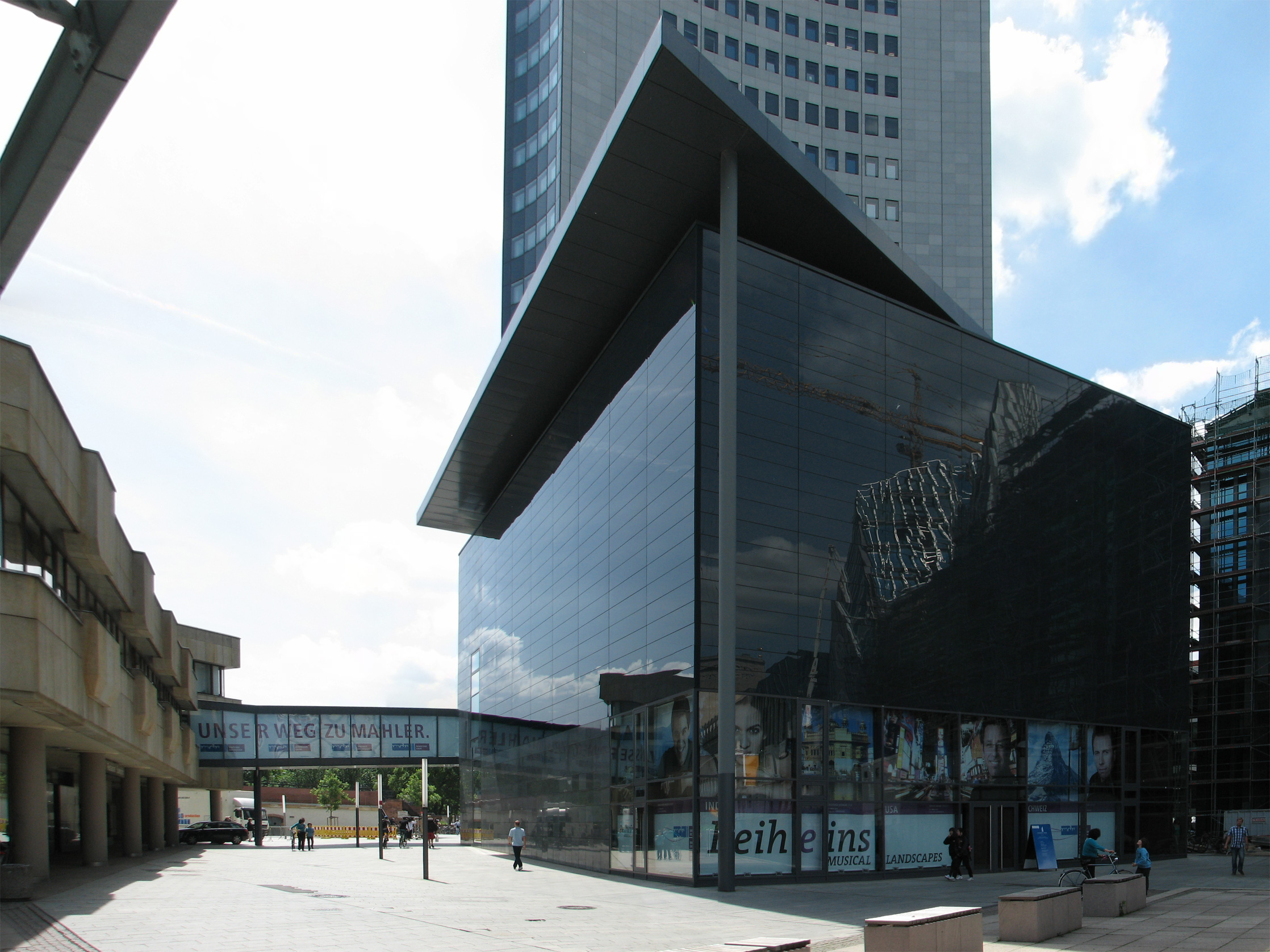
MDR-Würfel (Weitwinkel-Panorama) mit Verbindung zum Gewandhaus (links), Foto: 2011

Die das Areal des gesamten Platzes umfassende Tiefgarage wurde von 1996 bis 1998 gebaut. Sie erforderte Aufbauten auf dem Platz u. a. für Aufgänge und Entlüftung, die in der Bevölkerung umstritten sind. Insbesondere die an den acht Treppenaufgängen installierten Zylinder aus Opakglas, die nachts der Platzbeleuchtung dienen, wurden schnell als „Milchtöpfe“ verspottet.
Den 2001 neben dem Neuen Gewandhaus gebauten MDR-Würfel mit Proben- und Tonaufnahmesälen für die MDR-Klangkörper entwarf der Dresdner Architekt Peter Kulka.
Der Neubau des Universitätskomplexes, um den in den Jahren 2002 bis 2004 im Hinblick auf eine mögliche Rekonstruktion der Universitätskirche ein heftiger Streit entbrannt war, sollte dem Platz wieder neue Akzente geben. Bis zum 600-jährigen Jubiläum der Universität Leipzig im Jahr 2009 sollte die Umgestaltung des Universitätskomplexes abgeschlossen sein, dieses Ziel konnte jedoch nicht erreicht werden. Der dem Augustusplatz zugewandte Hauptteil wurde nach Entwürfen des Architekten Erick van Egeraat neu gestaltet und soll mit seiner Giebelkonstruktion und der Aula im Innern stilistisch an die 1968 zerstörte Universitätskirche erinnern.
Das Neue Augusteum wurde 2012 fertiggestellt. Die ebenfalls 2009 geplante Eröffnung des Paulinums verzögerte sich bis Anfang Dezember 2017. Zwischenzeitlich führten Streitigkeiten um die künftige Nutzung des Neubaus an der Stelle der Paulinerkirche zu einer Blockierung der Arbeiten, später waren es Komplikationen bei der Fertigstellung der Glassäulen für das Innere des Baus.

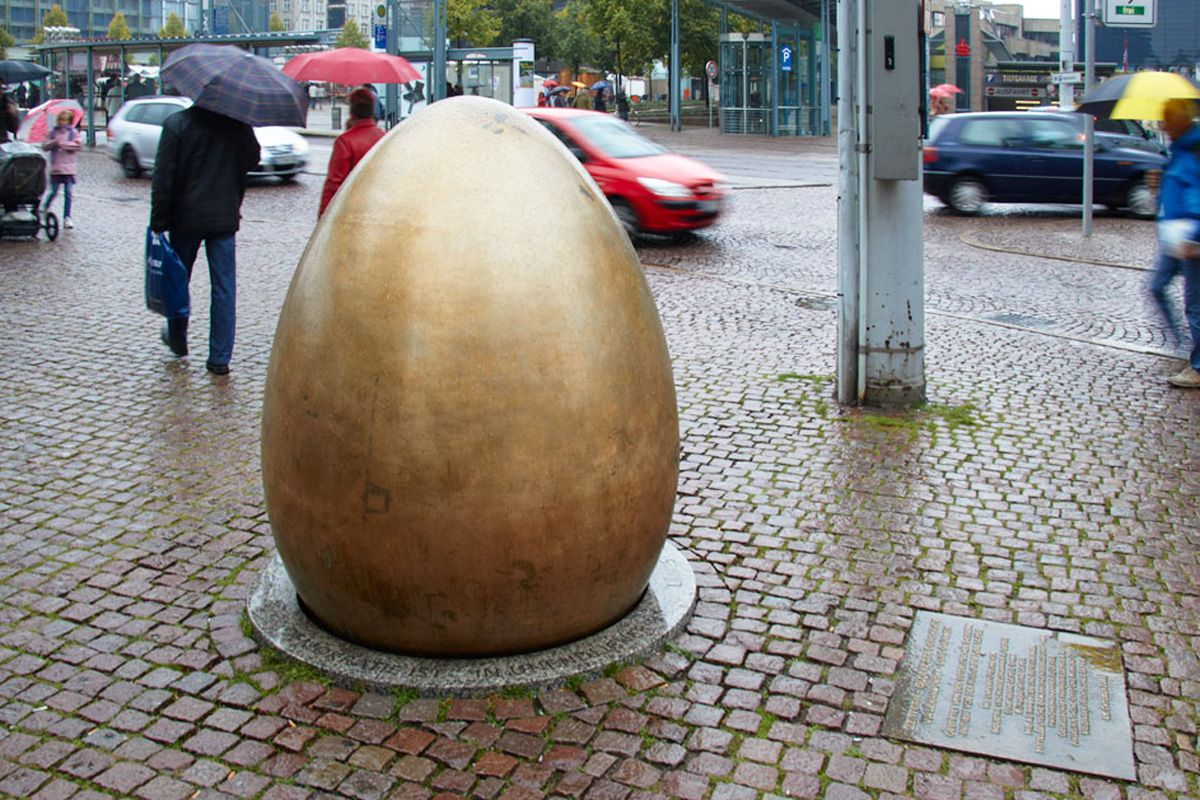
Die Demokratieglocke (2010)

Am 9. Oktober 2009 wurde gegenüber der Einmündung der Grimmaischen Straße ein Denkmal des Künstlers Via Lewandowsky enthüllt, die Demokratieglocke. Sie erinnert an die Montagsdemonstration am 9. Oktober 1989. Die Glocke läutet jeden Montag um 18.35 Uhr, dies war etwa der Zeitpunkt des Beginns der Demonstration, außerdem an jedem 9. Oktober um 10.30 Uhr und jeden Tag zwischen 8 Uhr und 20 Uhr innerhalb jeder vollen Stunde nach dem Zufallsprinzip mit einem bis zu zwölf Schlägen. Die Glocke besteht aus Bronze und hat die Form eines etwa ein Meter hohen Eies.
Auf dem Augustusplatz wird inzwischen jährlich ein temporärer Beachvolleyball-Platz aufgebaut. Neben dem seit 2009 ausgetragenen Jedermannturnier SachsenBeach fanden dort auch Austragungen der Techniker Beach Tour statt, so im Jahr 2018, eine Woche nach SachsenBeach.
Der Augustusplatz ist außerdem Teilstandort des Leipziger Weihnachtsmarktes, eines der größten Weihnachtsmärkte in Deutschland.

## Straßenbahnhaltestelle

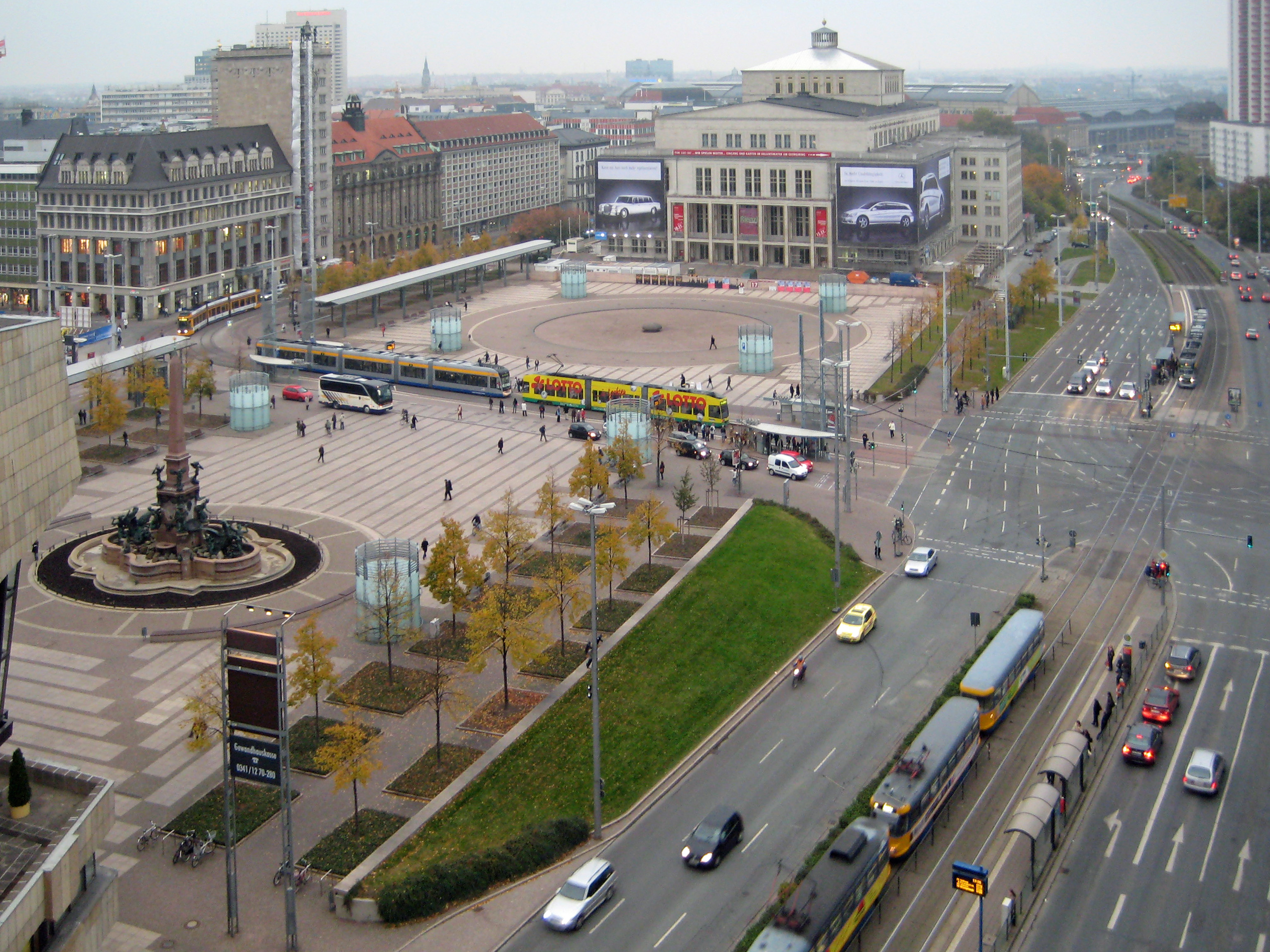
Blick vom Europahaus über den Platz auf Straßenbahnhaltestelle, das Opernhaus und den Mendebrunnen vor dem Neuen Gewandhaus (2007)

Augustusplatz ist auch der Name einer wichtigen Haltestelle im Leipziger Straßenbahnnetz. Sie ist als Kreuzungshaltestelle ausgeführt, wobei zwei Gleise in Nord-Süd-Richtung auf dem Innenstadtring an der Ostseite des Platzes verlaufen und zwei weitere in Ost-West-Richtung über die Platzmitte für die Verbindung Goethestraße – Grimmaischer Steinweg.
Die Züge der Linien 8, 10, 11, 14, 16 und N10 halten am Ostrand (jeweils vor der Kreuzung) und die der Linien 4, 7, 12, 15 und N17 auf der Mittelfahrbahn. Beide Haltestellen sind Doppelhaltestellen, d. h. je Richtung können zwei Züge gleichzeitig halten.
Wenn die Mittelfahrbahn bei Veranstaltungen gesperrt ist, wird der Straßenbahnverkehr Richtung Johannisplatz dadurch gewährleistet, dass die Züge der betroffenen Linien zwischen der Haltestelle auf dem Innenstadtring und dem Grimmaischen Steinweg über die nach dem Hauptpostamt im Innenbogen benannte „Postkurve“, die ansonsten im Regelbetrieb nicht genutzt wird, abbiegen können. Für diesen Fall existiert im Grimmaischen Steinweg am stadtwärtigen Gleis eine Bedarfshaltestelle.